# Pic du Gabon
Dendropicos gabonensis
Espèce
Statut de conservation UICN

 LC  : Préoccupation mineure
Le Pic du Gabon (Dendropicos gabonensis) est une espèce d'oiseau de la famille des Picidae.

## Répartition
Son aire s'étend du sud du Nigeria à travers le centre/nord de l'Afrique centrale, avec une population disparate dans le nord-est de la RDC.

## Sous-espèces
D'après Alan P. Peterson, il existe deux sous-espèces :
- Dendropicos gabonensis gabonensis (J. Verreaux & E. Verreaux, 1851) ;
- Dendropicos gabonensis reichenowi Sjostedt, 1893.